# Ommi Traki (film)
Pour les articles homonymes, voir Ommi Traki.
Pour plus de détails, voir Fiche technique et Distribution.
Ommi Traki (arabe : أمي تراكي) est un film tunisien qui était à l'origine une série télévisée ayant remporté un énorme succès dans les années 1970.
Basée sur une réalité familière au niveau du folklore, des traditions et des habitudes et sur des personnages typiques joués par des acteurs célèbres, la série a amené son réalisateur Abderrazak Hammami à tenter une expérience cinématographique. Il boucle tout en 17 jours sans trop se soucier de la spécificité cinématographique.

## Synopsis
Ommi Traki est une vieille femme, active et se mêlant de tout, qui arrange tout dans sa famille et dans son quartier. Autour d'elle se trouvent son mari Salah, qui se contente d'observer avec un air moqueur le résultat des interventions de sa femme, le fils gâté Ali, un jeune homme qu'elle considère toujours comme un enfant, la bonne Zouzou, etc.

## Fiche technique
- Titre : Ommi Traki
- Réalisation : Abderrazak Hammami assisté d'Hamadi Arafa
- Scénario : Mohammed Hammami alias Adel (pseudonyme d'un magistrat qui avait écrit de nombreux feuilletons et séries télévisées)
- Photographie : Abdelaziz Frikha et Ezzedine Ben Ammar
- Montage : Kacem Ben Zekri
- Production : SATPEC, Rachid Ferchiou, Abderrazak Hammami et Adel
- Pays d'origine :  Tunisie
- Langue : arabe
- Format : noir et blanc - 16 mm (version arabe non sous-titrée) et 35 mm (version arabe sous-titrée en français)
- Genre : comédie de mœurs
- Durée : 90 minutes
- Date de sortie :
  -  Tunisie : 4 octobre 1973

## Distribution
- Zohra Faïza
- Salah El Mehdi
- Mohamed Ben Ali
- Habib Belhareth
- Saloua Mohamed
- Hassen Khalsi
- Moncef Lazaâr
- Alya Harrar
- Fatma El Bahri
- Halima Daoud
- Mongia Taboubi
- Ezzedine Brika